# Do Império à República
Do Império à República é um livro do historiador Sérgio Buarque de Holanda sobre a história política do Brasil no século XIX.
Publicada em 1972, a obra explica a crise do regime imperial brasileiro, apontando-a como decorrência da corrosão das condições de exercício do chamado "poder pessoal do imperador". Sérgio Buarque de Holanda fundamenta esta interpretação reconstruindo acontecimentos políticos, sociais, econômicos, intelectuais e climáticos, ocorridos entre 1868 e 1889.
Em princípio concebido como um simples artigo para a coleção História Geral da Civilização Brasileira, - cujo organizador à época era o próprio Sérgio Buarque de Holanda - o texto foi ganhando, no decurso da pesquisa e da escrita, um volume que não mais se deixava apresentar senão no formato de um livro independente. Como tal, foi publicado como o volume 5 do tomo O Brasil Monárquico daquela coleção.
Desde a sua publicação, vem sendo mencionado, citado e criticado pelos mais significativos estudiosos da crise do império brasileiro e da transição política ao regime republicano.
Ao falecer em 1982, o autor deixou inconclusa a segunda edição do texto, em que havia trabalhado desde 1976.